# Жалнин, Ярослав Владимирович
Яросла́в Влади́мирович Жални́н (род. 25 марта 1986, Нижний Тагил, Свердловская область, РСФСР, СССР) — российский актёр театра, кино и телевидения, сценарист и продюсер. 

## Биография
Ярослав Жалнин родился 25 марта 1986 года в Нижнем Тагиле в семье сотрудника милиции.
В лицее занимался бальными танцами, цирковой акробатикой, участвовал в самодеятельности. В 17 лет приехал в Москву поступать в школу-студию МХАТ, но не прошёл последний тур. В 2004 году поступил во ВГИК на актёрский факультет (мастерская Александра Ленькова и Сергея Алдонина), который окончил в июне 2008 года.
С 2010 года — актёр театра-студии «Бу...» при Булгаковском доме.
1 июня 2013 года Ярослав женился на Элоне Казаковой (танцовщице, певице, участнице дуэта «Марк Твен»). 22 июля 2016 года родилась дочка Эмили.

## Признание и награды
- 2007 — Приз за лучшее исполнение мужской роли в фильме Егора Абраменко «Коллекционер» на XXVII Международном фестивале ВГИК (мастерская А. С. Ленькова)
- 2007 — Приз зрительских симпатий за лучший актёрский ансамбль спектакля «Будь здоров, школяр!» по мотивам повести Булата Окуджавы на XXVII Международном фестивале ВГИК (совместно с Антоном Сорокиным, Галиной Боб, Егором Сальниковым, Георгиосом Караяннидисом и Алексеем Бочениным; мастерская А. С. Ленькова)[1]
- 2007 — Приз Фонда имени Т. Ф. Макаровой и С. А. Герасимова за исполнение главной роли в спектакле «Ромео и Джульетта» по пьесе Уильяма Шекспира на XXVII Международном фестивале ВГИК
- 2008 — Лауреат премии «Золотой лист–2008» за лучшую мужскую роль в спектакле «Будь здоров, школяр!» (мастерская А. С. Ленькова)[2]
- 2008 — Приз за лучшее исполнение мужской роли в фильме Егора Абраменко «Polaroid Love» на XXVIII Международном фестивале ВГИК (мастерская А. С. Ленькова)
- 2008 — Специальный приз имени Л. Б. Филонова за лучшую организацию производства фильма «Polaroid Love» на XXVIII Международном фестивале ВГИК (совместно с Егором Абраменко и Алексеем Бочениным)[3]
- 2013 — Русскоязычный интернет-проект, посвящённый кинематографу Кино-Театр.ру включил Ярослава Жалнина в ТОП-10 молодых актёров, запомнившихся в 2013 году

## Творческая деятельность

### Театральные работы

#### Студенческий спектакль
- «Корабль дураков» (по пьесе Николая Коляды «Нелюдимо наше море… или Корабль дураков», режиссёр Александр Леньков) — Володя, алкоголик / Вася, мальчик

#### Творческое объединение «Этос»
- «Будь здоров, школяр!» (по мотивам повести Булата Окуджавы, режиссёр-координатор Георгиос Караяннидис) — Николай Гринченко

#### Московский музыкальный театр имени К. С. Станиславского и Вл. И. Немировича-Данченко
- Опера «Евгений Онегин» (по роману в стихах Александра Пушкина, режиссёр Александр Титель) — Ленский (белый мимический ансамбль)

#### Московский драматический театр имени К. С. Станиславского
- «Ромео и Джульетта» (по пьесе Уильяма Шекспира, режиссёр Сергей Алдонин) — Ромео
- «Мастер и Маргарита» (по роману Михаила Булгакова, режиссёр Сергей Алдонин) — Иван Бездомный

#### Театр имени Моссовета
- «Елизавета Бам» (по пьесе Даниила Хармса, режиссёр Фёдор Павлов-Андреевич) — Иван Иванович
- «Шум за сценой» (по пьесе Майкла Фрейна, режиссёр Александр Леньков) — Тим

#### Театр «Бу...»
- «Алиса в Стране чудес» (по мотивам сказки Льюиса Кэрролла, режиссёр Екатерина Негруца) — Белый кролик, Шляпник
- «Ночь первая. Тени» (по отрывкам из произведений Михаила Булгакова «Театральный роман», «Мастер и Маргарита», «Александр Пушкин» и «Кабала святош», режиссёры Екатерина Негруца и Николай Ломтев) — Сергей Максудов («Театральный роман») / Захария Муаррон («Кабала святош»)
- «Ночь вторая. Шизофрения, как и было сказано» (по оригинальному сценарию Екатерины Негруцы с героями романа Михаила Булгакова «Мастер и Маргарита», режиссёр Екатерина Негруца) — Кот Бегемот
- «Ночь третья. Путешествие во времени инженера Т.» (по мотивам пьесы Михаила Булгакова «Иван Васильевич», режиссёр Николай Ломтев) — Сергей
- «Мой папа» (по книге рассказов Тоона Теллегена, режиссёр Екатерина Негруца) — Никита
- «Слон Хортон» (по мотивам сказки Доктора Сьюза «Horton hears a Who», режиссёр Ольга Шайдуллина) — Слон Хортон

## Фильмография

### Актёр
| Год  |     | Название                                                                         | Роль |
| ---- | --- | -------------------------------------------------------------------------------- | --- |
| 2005 | ф   | Манга                                                                            | Киви, московский паренёк (главная роль)                                                                               |
| 2007 | кор | Коллекционер                                                                     | коллекционер (главная роль)                                                                                           |
| 2007 | с   | Формула стихии                                                                   | Митя Неверов |
| 2008 | ф   | Глупая звезда                                                                    | Рома, сын Эдуарда Романовича                                                                                          |
| 2008 | ф   | Караси                                                                           | Андрей Карась (главная роль)                                                                                          |
| 2008 | кор | Полароид лав (короткометражный)                                                  | Лёша (главная роль)                                                                                                   |
| 2009 | ф   | В Париж!                                                                         | Лёшка (главная роль)                                                                                                  |
| 2009 | с   | Правила угона                                                                    | Алёшка Замятин |
| 2009 | с   | Суд (5-я серия. «Училка»)                                                        | Дмитрий Евдокимов (главная роль)                                                                                      |
| 2010 | ф   | Пара гнедых                                                                      | Саша (главная роль)                                                                                                   |
| 2010 | с   | Учитель в законе 2                                                               | Лёха «Кучер», бандит                                                                                                  |
| 2010 | ф   | Чужой в доме                                                                     | Саша, старший брат (главная роль)                                                                                     |
| 2010 | с   | Шахта (1-я серия. «Возвращение»; 6-я серия. «Эпидемия»; 13-я серия. «Пропавшие») | Денис Вершинин |
| 2010 | ф   | Когда зацветёт багульник                                                         | Александр Седов, сын Анны                                                                                             |
| 2010 | с   | Голубка                                                                          | Юра Кузнецов, 16 лет (главная роль)                                                                                   |
| 2011 | с   | Метод Лавровой                                                                   | Виталий Сергеевич Миско, 20 лет, курсант Академии МВД, жених, во втором сезоне — муж Варвары Захаровой (главная роль) |
| 2012 | с   | Метод Лавровой 2                                                                 | Виталий Сергеевич Миско, 20 лет, курсант Академии МВД, жених, во втором сезоне — муж Варвары Захаровой                |
| 2013 | ф   | Метро                                                                            | диспетчер Зимин |
| 2013 | ф   | Гагарин. Первый в космосе                                                        | Юрий Гагарин (главная роль)                                                                                           |
| 2013 | ф   | Дети Водолея                                                                     | Иван Журавлёв (главная роль)                                                                                          |
| 2013 | с   | Убить Сталина                                                                    | Геннадий Сечин, лейтенант госбезопасности                                                                             |
| 2013 | ф   | Мечты сбываются (в производстве)                                                 | Дима (главная роль)                                                                                                   |
| 2013 | ф   | Гордиев узел                                                                     | Николай Самойлов (главная роль)                                                                                       |
| 2014 | с   | Узнай меня, если сможешь                                                         | Илья Авдеев в 18 лет (главная роль)                                                                                   |
| 2014 | с   | Умельцы                                                                          | Саша Матвеев |
| 2015 | с   | Паранолики / Paranoliki                                                          | сударь |
| 2015 | ф   | Трагедия в бухте Роджерс                                                         | Николай Жердев (главная роль)                                                                                         |
| 2015 | кор | Триста                                                                           | Костя (главная роль)                                                                                                  |
| 2016 | ф   | Вселенский заговор                                                               | Гриша (главная роль)                                                                                                  |
| 2016 | ф   | Вечное свидание                                                                  | Гриша (главная роль)                                                                                                  |
| 2016 | с   | Опекун                                                                           | Роман |
| 2017 | с   | Пять минут тишины. Возвращение                                                   | Борис |
| 2017 | с   | Майор Соколов. Игра без правил                                                   | Борис Шувалов, сотрудник спецгруппы УСБ МВД                                                                           |
| 2018 | с   | Презумпция невиновности                                                          | Михаил Рожнов (серии № 1-2)                                                                                           |
| 2018 | ф   | Олюшка                                                                           | Боря, бывший парень Олюшки (главная роль)                                                                             |
| 2019 | ф   | Лев Яшин. Вратарь моей мечты                                                     | Владимир Шабров, друг Льва Яшина                                                                                      |
| 2019 | с   | Зелёный фургон                                                                   | Михальчук, капитан МГБ                                                                                                |
| 2020 | ф   | Смотри как я (в производстве)                                                    | снимался |

### Прочее
| Год  |     | Название     | Роль                |
| ---- | --- | ------------ | ------------------- |
| 2015 | кор | Триста       | сценарист, продюсер |
| 2017 | кор | Я тебя вижу  | продюсер            |
| 2020 | ф   | Смотри как я | продюсер            |

## Видеоклипы
- 2013 — клип Элоны МаркТвен «Новогодняя»